# Franco Paese
 Franco Willian Cargnin Paese  (Bento Gonçalves, 1 de março de 1990) é voleibolista indoor brasileiro, atuante na posição de Oposto, já atuou também como Ponta, que serviu a Seleção Brasileira nas categorias de base,participou do Campeonato Mundial Infanto-juvenil de 2007 e obteve a medalha de prata no Campeonato Sul-Americano Juvenil de 2008 no Brasil e medalhista de ouro no Campeonato Mundial Juvenil de 2009 na Índia e foi semifinalista da Copa Pan-Americana de 2012 pela Seleção Brasileira de Novos.Em clubes conquistou a medalha de bronze no Campeonato Sul-Americano de Clubes de 2014 no Brasil.

## Carreira
Franco começou sua carreira no Bento Vôlei e em 2005 por este mesmo clube conquistou o título do Campeonato Gaúcho na categoria juvenil.Na temporada 2006-07 permaneceu nesse mesmo clube e terminou com o vice-campeonato gaúcho em 2006 , mesmo resultado obtido na Copa do Rio Grande do Sul  neste ano, e alcançou a oitava colocação na Superliga Brasileira A 2006-07.
Foi convocado para a Seleção Brasileira em 2007, representando-a na categoria infanto-juvenil em preparação para o  Campeonato Mundial  do México, nas cidades de Tijuana e Mexicali. Ainda nesse ano teve uma rápida passagem pelo São José Vôlei /São José dos Campos onde conquistou o título do Campeonato Paulista Série Prata Juvenil e o bronze nos Jogos Abertos Brasileiros; retornando para o Bento Vôlei e disputou a temporada 2007-08  sendo novamente vice-campeão gaúcho de 2007 e terminando na décima primeira posição da Superliga Brasileira A referente ao período mencionado.
Foi convocado para Seleção Brasileira novamente em 2008, representando-a no Campeonato Sul-Americano Juvenil realizado em Poços de Caldas-Minas Gerais quando em solo brasileiro terminou com o vice-campeonato da competição. Em sua última temporada pelo Bento Vôlei  conquistou o vice-campeonato gaúcho de 2008 e participou da campanha  do clube que encerrou na décima segunda colocação.
No ano de 2009 retorna a Seleção Brasileira, categoria juvenil, disputou alguns amistosos contra seleção argentina em preparação para o Campeonato Mundial Juvenil,  disputado em Pune-Índia e conquistou o título mundial pela primeira vez em sua carreira, vestindo a camisa#18, destacando-se na décima segunda colocação entre os maiores pontuadores do campeonato, também foi o décimo melhor atacante, ocupou a décima quinta posição entre os atletas com melhor índice de bloqueio, mesma posição entre os melhores sacadores da edição e apareceu na vigésima terceira colocação entre os de melhor defesa.
Outro clube defendido por Franco foi o Lupo/Náutico/Let´s, atuando na temporada 2009-10, conquistou neste o ouro nos Jogos Abertos do Interior e dos Jogos Regionais ambos em 2009, neste ano terminou na quinta posição do Campeonato Paulista; já pel disputa da Superliga Brasileira A 2009-10 a equipe não se classifica para a fase seguinte, encerrando na décima quarta posição geral.
Na temporada 2010-11 chega ao Medley/Campinas e por este torna-se vice-campeão paulista de 2010 e encerra na oitava posição da Superliga Brasileira A correspondente ao período citado.Na jornada seguinte renovou com o clube e novamente disputa a final do Campeonato Paulista de 2011, encerrando com o vice-campeonato, mesma posição obtida na edição deste mesmo ano dos Jogos Abertos do Interior e melhorou a posição do clube em relação a edição passada da Superliga encerrando no sexto lugar.
No ano de 2012 foi convocado para Seleção Brasileira de Novos e disputou a edição da Copa Pan-Americana  realizada em Santo Domingo-República Dominicana e nesta edição vestiu a camisa#18 e encerrou em quarto lugar, não pontuando nesta partida registrou apenas três pontos nas quartas de final e sete  pontos na semifinal.
Em sua última temporada pelo Medley/Campinas foi novamente vice-campeão em 2012 do Campeonato Paulista e também da Copa São Paulo, no mesmo ano conquistou o título dos Jogos Abertos do Interior  e novamente fez uma campanha melhor em relação a edição anterior da Superliga, encerrando na edição de 2012-13 em quinto lugar.
Transferiu-se  para  o Vivo/Minas e por este competiu na jornada esportiva 2013-14 e conquistou o vice-campeonato mineiro de 2013 e avançou as finais da Superliga Brasileira A, chegando as semifinais e pelo regulamento este  clube foi declarado a quarta colocada da edição, já que não houve disputa pelo bronze.
Esteve pelo Vivo/Minas na disputa do Campeonato Sul-Americano de Clubes de 2014, sediado em Belo Horizonte, ocasião que finalizou com a medalha de bronze.
Renovou contrato com o Minas Tênis Clube par atuar nas competições de 2014-15, conquistando o vice-campeonato estadual de 2014, bronze na Copa Brasil de 2015 e a quarta posição na Superliga brasileira A correspondente. Transferiu-se para o Voleisul Paquetá para disputar as competições da jornada esportiva 2015-16.

## Títulos e resultados
- Copa Pan-Americana: 2012[12]
- Copa Brasil: 2014[2]
- Superliga Brasileira A: 2013–14,[2] 2014–15[2]
- JAB's: 2007[2]
- Jogos Regionais de São Paulo: 2009[2]
- Jogos Abertos do Interior de São Paulo: 2009,[2] 2011[2]
- Jogos Abertos do Interior de São Paulo: 2011[2]
- Campeonato Paulista: 2023
- Campeonato Paulista: 2010,[2] 2011,[2] 2012[2]
- Campeonato Gaúcho: 2006,[2] 2007,[2] 2 008[2]
- Campeonato Mineiro: 2013,[2] 2014[2]
- Campeonato Paulista Série Prata Juvenil: 2007[2]
- Campeonato Gaúcho (Juvenil): 2005[2]
- Copa São Paulo: 2012[2]
- Copa do Rio Grande do Sul: 2006[2]

## Premiações individuais
- Melhor Oposto do Campeonato Sul-Americano de Clubes de 2025
- Melhor Oposto da Superliga Brasileira A de 2022-23
- Maior pontuador da Superliga Brasileira A de 2022-23
- Melhor Oposto da Superliga Brasileira A de 2021-22
- Maior pontuador da Superliga Brasileira A de 2021-22